# Art Gensler
Millard Arthur Gensler Jr. (Nueva York, 12 de julio de 1935 - Mill Valley, 10 de mayo de 2021) fue un arquitecto y empresario estadounidense. Es el fundador de Gensler, una de las firmas de arquitectura más grandes del mundo.

## Primeros años
Gensler nació como Millard Arthur Gensler en 1935 en el distrito de Brooklyn de la ciudad de Nueva York. El padre de Gensler era Millard Arthur Gensler, Sr., también conocido como "Slats", un representante de ventas de arquitectura que vendía placas de techo. 
Gensler obtuvo su título de la Universidad Cornell en 1958. 

## Carrera
En 1965, Gensler fundó M. Arthur Gensler Jr. & Associates Inc., una firma de arquitectura, ahora conocida como Gensler.  En 2010, Gensler dejó el cargo de presidente de la empresa. Sin embargo, en marzo de 2017, todavía se desempeñaba como asesor de la firma.
Gensler publicó su primer libro, Art's Principles, en 2015.

## Filantropía
En 2021, Art hizo una donación de $10 millones a la Facultad de Arquitectura, Arte y Planificación (AAP) de la Universidad de Cornell. El programa AAP fue creado en 2006 a través de una visión conjunta entre Gensler y el entonces decano de la universidad. La donación se hizo para permitir que la universidad financie su programa satélite de la ciudad de Nueva York a perpetuidad. Como resultado de la donación, la ubicación de la ciudad de Nueva York pasará a llamarse Gensler Family AAP NYC Center.

## Vida personal
En 1957, Gensler se casó con Drue Cortell. Gensler y su esposa tienen cuatro hijos, David, Douglas, Robert y Kenneth. David Gensler, fue codirector ejecutivo de Gensler,  Douglas C. Gensler es arquitecto y codirector gerente de la oficina de Gensler en Boston, Robert W. Gensler, es un profesional de golf en San Diego, California y Kenneth Gensler, es piloto de línea aérea.
Gensler falleció en su casa de Mill Valley, California el 10 de mayo de 2021.

## Premios
El Design Futures Council otorgó a Gensler su Lifetime Achievement Award en 2016.